# Prêmio Ted Belytschko de Mecânica Aplicada
O Prêmio Ted Belytschko de Mecânica Aplicada (em inglês:  Ted Belytschko Applied Mechanics Award) é concedido anualmente pela Divisão de Mecânica Aplicada da Sociedade dos Engenheiros Mecânicos dos Estados Unidos (American Society of Mechanical Engineers - ASME), "a um indivíduo por sua contribuição significante na prática da eengenharia mecânica, com contribuições em inovação, pesquisa, liderança ou educação." 

## Laureados
- 1988 Norman Abramson
- 1989 Sam Levy
- 1990 Owen Richmond
- 1991 George Abrahamson
- 1992 William G. Gottengerg
- 1993 David Hibbit
- 1994 Siegfried Hecker
- 1995 Harry Armen
- 1996 Sheila Widnall
- 1997 Richard Skalak
- 1998 John Swanson
- 1999 Karl Pister
- 2000 Dick MacNeal
- 2001 Clayton Daniel Mote Jr.
- 2002 David E. Newland
- 2003 John O. Hallquist
- 2004 Arthur Leissa
- 2005 Carl Herakovich
- 2006 Lewis Wheeler
- 2007 Oscar W. Dillon
- 2008 Shih Choon Fong
- 2009 Eugenio Oñate
- 2010 Yoichiro Matsumoto
- 2011 Ken P. Chong, David K. Gartling
- 2012 David J. Benson
- 2013 Gui-Rong Liu
- 2014 Glaucio Paulino